# Taqa Morocco
Taqa Morocco S.A. ist ein marokkanisches Unternehmen mit Sitz in Casablanca. Es ist der führende Stromversorger Marokkos, verfügt über 15 Mio. Kunden und 19 % der installierten Produktionskapazität. Damit erzeugt das Unternehmen 38 % der elektrischen Energie Marokkos. Taqa Morocco ist Tochtergesellschaft des in den Vereinigten Arabischen Emiraten beheimateten Energieversorgers TAQA Group.
Taqa Morocco betreibt ein Kohlekraftwerk in Jorf Lasfar mit 6 Blöcken und einer installierten Leistung von 2056 MW. Weiterhin erhielt das Unternehmen im Rahmen eines staatlichen Projektaufrufs den Zuschlag für die Entwicklung eines Solarparks mit einer Leistung von 96 MW. Daneben sind Windparks in Nord- und Südmarokko sowie eine Wasserstoffproduktion geplant.
Die Aktien sind an der Bourse de Casablanca notiert und Teil des Moroccan All Shares Index (MASI) als auch seit dem 12. November 2024 des MASI 20, dem Index der 20 meistgehandelten Unternehmen. Im Februar 2023 ist Taqa Morocco außerdem dem Index MASI.ESG beigetreten. Dieser umfasst die fünfzehn Aktien der Casablanca Stock Exchange, die den stärksten Bezug zum ESG haben.

## Geschichte
1997 wurde Taqa Morocco als Nachfolgerin der Gesellschaft Jorf Lasfar Energy Company gegründet. Die schon bestehenden Blöcke 1 und 2 des Kohlekraftwerks mit einer Kapazität von 600 MW wurden in das Unternehmen integriert. Es startete der Beginn des Baus der Blöcke 3 und 4. Diese wurden in den Jahren 2000–2001 in Betrieb genommen. Dadurch erhöhte sich die Kapazität auf 1356 MW. In den Jahren 2009 und 2010 wurden die Blöcke 5 und 6 mit einer Kapazität von 700 MW erbaut. Diese wurden 2014 in Betrieb genommen.